# Hoogcruts

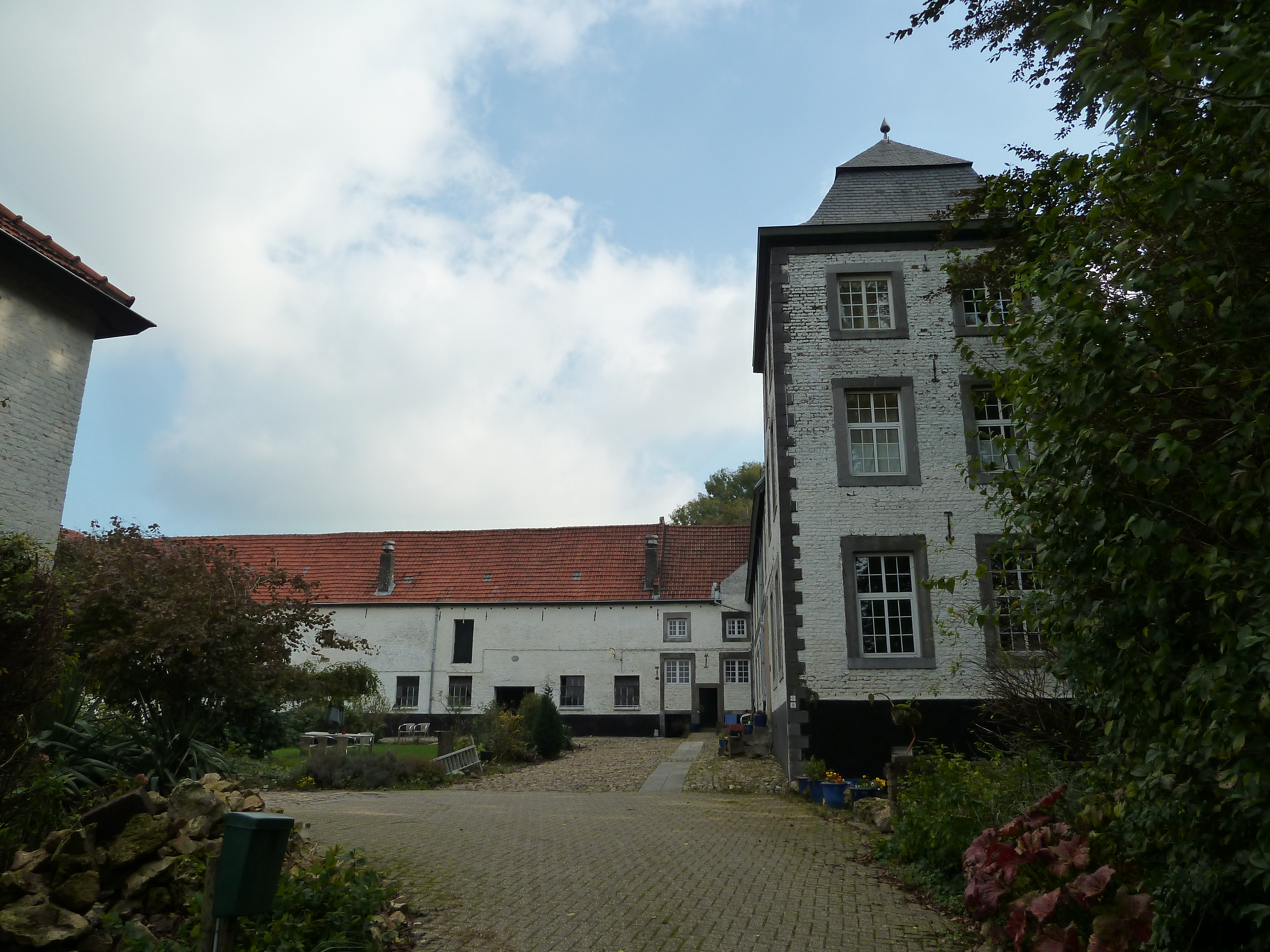

Hoogcruts (en limbourgeois Ge Kruuts) est un hameau néerlandais situé dans la commune d'Eijsden-Margraten, dans la province du Limbourg néerlandais. Le 1er janvier 2005, le hameau comptait 90 habitants. Le hameau a été construit autour de l'ancien prieuré Sainte Croix de Hoogcruts.